# 열혈남아 (음악 그룹)
열혈남아는 대한민국의 음악 그룹이다. 2017년 디지털 싱글 앨범 [Make it ride]로 데뷔했다.

## 음반
- Make it ride (2017)
- YOLO (2019)